# أفان ليه بابوم
أفان ليه بابوم (بالفرنسية: Avesnes-lès-Bapaume)‏ هي بلدية فرنسية تقع في إقليم باد كاليه من منطقة نور با دو كاليه في شمال فرنسا. تبلغ مساحة هذه المدينة 3.09 (كم²)، وترتفع عن سطح البحر 114 م، يبلغ عدد سكانها 136 نسمة حسب إحصاء المعهد الوطني للإحصاء والدراسات الاقتصادية سنة 2009 م. وترأس Henri Tabary البلدية خلال فترة (2008-2014).